# Episodi di Battlestar Galactica (seconda stagione)
La seconda stagione di Battlestar Galactica è stata trasmessa negli Stati Uniti dal canale Sci Fi Channel dal 15 luglio 2005 al 10 marzo 2006. In Italia, è andata in onda su FX dal 27 maggio al 11 novembre 2006.
| nº | Titolo originale                   | Titolo italiano                          | Prima TV USA      | Prima TV Italia   |
| -- | ---------------------------------- | ---------------------------------------- | ----------------- | ----------------- |
| 1  | Scattered                          | Lotta per la vita                        | 15 luglio 2005    | 27 maggio 2006    |
| 2  | Valley of Darkness                 | Attacco Cylone                           | 22 luglio 2005    | 3 giugno 2006     |
| 3  | Fragged                            | Missione di salvataggio                  | 29 luglio 2005    | 10 giugno 2006    |
| 4  | Resistance                         | Legge marziale                           | 5 agosto 2005     | 17 giugno 2006    |
| 5  | The Farm                           | Il sentiero del destino                  | 12 agosto 2005    | 24 giugno 2006    |
| 6  | Home: Part I                       | Verso casa (prima parte)                 | 19 agosto 2005    | 1º luglio 2006    |
| 7  | Home: Part II                      | Verso casa (seconda parte)               | 26 agosto 2005    | 8 luglio 2006     |
| 8  | Final Cut                          | Vita di bordo                            | 9 settembre 2005  | 15 luglio 2006    |
| 9  | Flight of the Phoenix              | Il sogno di Tyrol                        | 16 settembre 2005 | 22 luglio 2006    |
| 10 | Pegasus                            | Scontro mortale                          | 23 settembre 2005 | 29 luglio 2006    |
| 11 | Resurrection Ship: Part I          | L'enigma Resurrection (prima parte)      | 6 gennaio 2006    | 9 settembre 2006  |
| 12 | Resurrection Ship: Part II         | L'enigma Resurrection (seconda parte)    | 13 gennaio 2006   | 16 settembre 2006 |
| 13 | Epiphanies                         | Pace con i Cyloni                        | 20 gennaio 2006   | 23 settembre 2006 |
| 14 | Black Market                       | Ostaggi dei mercanti                     | 27 gennaio 2006   | 30 settembre 2006 |
| 15 | Scar                               | Un nemico da abbattere                   | 3 febbraio 2006   | 7 ottobre 2006    |
| 16 | Sacrifice                          | Fuoco amico                              | 10 febbraio 2006  | 14 ottobre 2006   |
| 17 | The Captain's Hand                 | Onore al merito                          | 17 febbraio 2006  | 21 ottobre 2006   |
| 18 | Downloaded                         | Un nuovo inizio                          | 24 febbraio 2006  | 28 ottobre 2006   |
| 19 | Lay Down Your Burdens: Part I & II | Missione 2 Alpha (prima e seconda parte) | 3 marzo 2006      | 4 novembre 2006   |
| 20 | Lay Down Your Burdens: Part I & II | Missione 2 Alpha (prima e seconda parte) | 10 marzo 2006     | 11 novembre 2006  |

## Lotta per la vita
- Titolo originale: Scattered
- Diretto da: Michael Rymer
- Scritto da: David Weddle e Bradley Thompson

### Trama
Il comandante Adamo è gravissimo, il comando della nave è nelle mani del colonnello Tigh. Per un errore di calcolo la Battlestar Galactica si trova lontana dalle altre navi coloniali. L'unico modo per la Galactica per ricongiungersi è tornare alla sua ultima posizione e collegare i computer in rete per aver maggiore potenza di calcolo. I Cyloni attaccano con i loro raiders e contemporaneamente cercano di impossessarsi con un virus informatico del computer della Galactica. 
Su Caprica il cylone Sharon scappa lasciando senza mezzi di fuga Helo e Thrace. Alla fine il Galactica riuscirà a recuperare la posizione del resto della flotta senza rimanere vittima (non del tutto) del virus informatico Cylone e si ricongiungeranno alla flotta.
- Conto dei superstiti: 47.875

## Attacco Cylone
- Titolo originale: Valley of Darkness
- Diretto da: Michael Rymer
- Scritto da: David Weddle e Bradley Thompson

### Trama
Durante il precedente attacco la Battlestar Galactica è abbordata dai Cyloni ed il sistema informatico è compromesso da un virus che cerca di rivoltare i sistemi della nave contro l'intera flotta. Su Caprica il Tenente Helo ed il Tenente Kara "scorpion" Thrace sembrano essere i due soli superstiti e decidono di tornare a casa di Kara, dove le figure di quadri destano l'attenzione di Helo. Alla fine i Cyloni centurioni verranno distrutti e l'attacco, sventato.
- Conto dei superstiti: 47.874

## Missione di salvataggio
- Titolo originale: Fragged
- Diretto da: Sergio Mimica-Gezzan
- Scritto da: Dawn Prestwich e Nicole Yorkin

### Trama
Su Kobol la situazione è grave, i Cyloni stanno tendendo una trappola per uccidere le navicelle di salvataggio che il Galactica ha intenzione di  inviare e dunque, i dispersi su Kobol devono cercare di sventarla. Il comando è affidato ad un ufficiale che non sembra essere però in grado di gestire la situazione, Crashdown. Il Dottor Gaius Baltar alla fine si ribella compiendo ammutinamento ed uccide Crashdown. La squadra riuscirà a distruggere una parabola per il tracciamento dei missili aria terra costruiti dai Cyloni, per abbattere eventuali navi inviate dal Galactica come salvataggio. Sul Galactica arriva il consiglio dei dodici di cui fa parte anche l'ex terrorista che fanno pressioni per poter incontrare il presidente Roslin. Nel frattempo il Raptor con il capitano Adamo arriva su Kobol, uccide i Cyloni e salvano la squadra, Adamo chiede come è morto Crashdown, il dottor Baltar da la sua spiegazione ed il capo Tyrol lo copre. Gaius intanto è convinto che Six gli darà un bambino. La squadra intera torna sul Galactica ed il comandante in seconda Tigh dichiara la legge marziale, sciogliendo il consiglio dei dodici.
- Conto dei superstiti: 47.862

## Legge marziale
- Titolo originale: Resistance
- Diretto da: Alan Kroeker
- Scritto da: Toni Graphia

### Trama
Il Capo Tyrol viene sbattuto in prigione con la Cylone Sharon Valerii, interrogato ed accusato da Tigh di essere anch'esso un Cylone. Su Caprica Helo e Thrace incontrano un gruppo di resistenza umana, ed avviene uno scontro a fuoco. La leadership del colonnello, succube della moglie, è sempre più in discussione, la popolazione civile si ribella e Tigh pensa di utilizzare la forza. Gli scontri a fuoco su Caprica nel frattempo continuano ma alla fine smettono di spararsi. La Roslin è ancora dietro le sbarre ed il capitano Adamo la va a trovare. Alcuni civili vengono uccisi. Dalla cella intanto il presidente ed il capitano Apollo organizzano e mettono in pratica un'evasione alla quale partecipano numerosi membri della Galactica. Il dottor Baltar, sotto ricatto di Cally, è costretto ad intervenire per salvare Capo Tyrol, accusato di essere complice del cylone Sharon la quale, sotto minaccia, rivela che nella flotta ci sono otto cyloni con sembianze umane. Il piano di evasione viene messo in atto ed Adamo, Roslin e una guida spirituale abbandonano il Galactica. Il Colonnello Tigh e la moglie discutono nella cabina quando a sorpresa appare il Comandante Adamo. Cally intanto si vendica di Sharon uccidendola. 
- Conto dei superstiti: 47.861

## Il sentiero del destino
- Titolo originale: The Farm
- Diretto da: Rod Hardy
- Scritto da: Carla Robinson

### Trama
Su Caprica i due superstiti della Galactica e la resistenza cercano di rubare una navicella per ricongiungersi con la flotta. Il tenente Kara, ferita in uno scontro con alcuni Cyloni, viene fatta prigioniera dai robot che la conducono in una "fattoria", dove sono presenti molte donne usate come incubatrici. Il comandante Adamo, tornato a tutti gli effetti al comando, ordina la ricerca del figlio e delle altre due fuggitive mettendo in quarantena le navi e facendole perquisire una ad una, la Roslin con Zarek e il capitano Adamo cercano di convincere le navi della flotta a seguirli su Kobol, per trovare la via verso la Terra. Riguardo alle donne, usate come incubatrici, avviene in quanto i Cyloni infatti non riescono a mettere al mondo figli in maniera biologica (e questo è contro uno degli insegnamenti di Dio) e sono costretti ad usare esseri umani. Su Caprica Helo e il resto dei ribelli setacciano la zona in cui hanno subito l'imboscata dei Cyloni 2 giorni prima e a quel punto esce allo scoperto Sharon, che dichiara di sapere dove si trovi Kara "Scorpion". La fattoria viene distrutta. La Roslin con l'appoggio di Tom Zarek e del capitano Adamo intende dirigersi su Kobol per attendere Kara con la freccia di Apollo, molte navi la seguiranno. 
Helo, Scorpion e Sharon fanno dunque ritorno unendosi con la Roslin, con la freccia di Apollo, con la promessa di ritornare su Caprica per portare in salvo i membri della resistenza. Per quanto riguarda il messaggio della Roslin di convincere le navi a seguirla su Kobol per aspettare Kara con la freccia di Apollo, riesce a convincere 24 navi, 1/3 della flotta.
- Conto dei superstiti: 47.857

### Curiosità
La scena in cui Kara blocca manualmente il cateterino venoso in cui vengono iniettati i farmaci non è accurata, infatti il Cylone avrebbe dovuto incontrare una resistenza mentre iniettava il liquido con la siringa (e quindi accorgersi subito che qualcosa non andava) e ciò invece, non è successo, visto che Kara fa credere senza problemi che il liquido faccia effetto, mentre lei fa finta di addormentarsi.

## Verso casa (prima parte)
- Titolo originale: Home: Part I
- Diretto da: Sergio Mimica-Gezzan
- Scritto da: David Eick
- Conto dei superstiti: 47.858

### Trama
Roslin, il Capitano Adamo, il tenente Thrace, Helo, Sharon ed altri sbarcano su Kobol, dopo essere decollati da Caprica con la nave Cylone (senza passare affatto dal Galactica) per cercare la tomba di Atena che indicherà loro la via per la Terra. Sharon in particolare si dimostrerà di massima utilità. Zarek non crede nella profezia ma vuole assumere il comando della flotta che ha abbandonato il Galactica ed è disposto a compiere un omicidio. Come rivelato nella profezia, durante un'imboscata dei cyloni, due membri della squadra perderanno la vita, precisamente proprio la guida spirituale ed un altro membro del gruppo. Il comandante Adamo decide intanto di riunire ad ogni costo la flotta.

## Verso casa (seconda parte)
- Titolo originale: Home: Part II
- Diretto da: Jeff Woolnough
- Scritto da: David Eick e Ronald D. Moore

### Trama
Adamo con il capo Tyrol ed altri membri raggiunge i componenti della missione su Kobol: i rapporti con Sharon si rivelano complicati e Zarek contribuisce a minarli. La squadra scopre la tomba di Atena che mostra loro le costellazioni ed i corpi celesti che si vedono dalla terra. Il capitano Lee e suo padre ne riconoscono alcuni.
Il dottor Baltar decide di indagare sulla natura della voce nella sua testa e questa gli rivela che il figlio che Sharon attende è il suo e che lui metterà fine alla razza umana.
- Conto dei superstiti: 47.855

## Vita di bordo
- Titolo originale: Final Cut
- Diretto da: Robert Young
- Scritto da: Mark Verheiden

### Trama
La giornalista D'Anna Biers monta un servizio in cui si vedono alcuni militari che (durante una rivolta) uccidono dei civili. Adamo e Roslin temono che questo potrebbe far scoppiare altre rivolte nella flotta. Alla giornalista viene offerta la possibilità di assistere alla vita di bordo sul Galactica sperando che così cambi idea e non mandi il servizio. Il colonnello Tigh è accusato pubblicamente per alcuni errori commessi ma Adamo è costretto a difenderlo perché non può sacrificare i suoi uomini, visto l'esiguo numero rimasto. La vita a bordo si rivela dura, irta di pericoli, snervante, piena di complotti, pericoli, ed incomprensioni: qualcuno infatti tenta di uccidere il colonnello Tigh. 
D'Anna nasconde però una missione segreta e non è in realtà chi afferma di essere: la giornalista in realtà è un cylone.
- Conto dei superstiti: 47.853

## Il sogno di Tyrol
- Titolo originale: Flight of the Phoenix
- Diretto da: Michael Nankin
- Scritto da: David Weddle e Bradley Thompson

### Trama
Il sistema informatico del Galactica è compromesso da un virus, contemporaneamente i Cyloni attaccano in forze. Sharon capisce la gravità della situazione e collabora con il comandante per cercare di rispondere ai Cyloni con le stesse armi. L'ingegnere capo Tyrol decide intanto di progettare e costruire un caccia che risulterà invisibile ai radar, il black bird nome in codice "Laura", in onore del presidente Roslin.
- Conto dei superstiti: 47.853

## Scontro mortale
- Titolo originale: Pegasus
- Diretto da: Michael Rymer
- Scritto da: Anne Cofell Saunders

### Trama
La Battlestar Galactica si ricongiunge alla Battlestar Pegasus dell'ammiraglio Cain, cui spetta di diritto il comando sul comandante Adamo. I rapporti tra i due equipaggi, all'inizio cordiali, si deteriorano con il passare del tempo.
L'impostazione e l'etica "impartite" dall'Ammiraglio Cain si rivelano profondamente diverse dal modo più "fondato sul buonsenso" del Comandante. Il capitano Apollo e il tenente Kara Thrace sono trasferiti nella Pegasus a causa del loro comportamento.
Sulla Pegasus è presente una copia di Godfray che è stata violentata e picchiata, stesso trattamento che alcuni uomini della Pegasus vogliono riservare alla Cylone Sharon. Il capo Tyrol ed Helo intervengono e durante una colluttazione un ufficiale della Pegasus rimane ucciso. Sono quindi condannati a morte dall'ammiraglio secondo una stretta osservanza del codice militare sulle situazioni in zone di guerra. Adamo manda dei raptor contro la Pegasus che risponde con la stessa moneta. Kara Thrace intanto effettua una missione non autorizzata con il black bird per riprendere una nave Cylone in modo da dimostrare la superiorità della tattica del Galactica rispetto a quella della Pegasus.
- Conto dei superstiti: 49.605

## L'enigma Resurrection (prima parte)
- Titolo originale: Resurrection Ship: Part I
- Diretto da: Michael Rymer
- Scritto da: Anne Cofell Saunders (soggetto) e Michael Rymer (sceneggiatura)

### Trama
I viper delle due battlestar si fronteggiano, Thrace torna dalla sua missione non autorizzata con le foto della flotta Cylone. L'ammiraglio Cain della Pegasus apprezza il lavoro ed il tenente viene promosso Capitano, capo dei viper della Pegasus. Roslin consiglia ad Adamo di uccidere l'ammiraglio. Intanto Tigh scopre una terribile verità circa la Pegasus: anche lei aveva una flotta civile. Il dottor Baltar scopre che i Cyloni non possono morire perché la loro conoscenza si trasferirebbe in un altro corpo e scopre anche che una nave della flotta Cylone è adibita a questo scopo, la Resurrection. L'ammiraglio Cain decide di avviare una missione congiunta Galactica-Pegasus per distruggere questa nave. Il comandante Adamo affida al capitano Thrace il compito di uccidere l'ammiraglio Cain, lo stesso comando è affidato dall'ammiraglio ai propri uomini.
- Conto dei superstiti: 49.604

## L'enigma Resurrection (seconda parte)
- Titolo originale: Resurrection Ship: Part II
- Diretto da: Michael Rymer
- Scritto da: Michael Rymer e Ronald D. Moore

### Trama
Galactica e Pegasus attaccano congiuntamente la flotta Cylone con l'obbiettivo primario di distruggere la Resurrection, la nave che porta i corpi dei cyloni biologici. Il Blackbird pilotato da Apollo è colpito durante l'attacco, il pilota si espelle ma la sua tuta è lacerata e perde aria nello spazio. L'attacco ha esito positivo ed i Cyloni si ritirano. Nella partita tra l'Ammiraglio Cain ed Adamo si intromette la Cylone Six che, evasa grazie all'aiuto di Baltar, vuole giustizia ed uccide l'Ammiraglio Cain.
- Conto dei superstiti: 49.604

## Pace con i Cyloni
- Titolo originale: Epiphanies
- Diretto da: Rod Hardy
- Scritto da: Joel Anderson Thompson

### Trama
Laura Roslin viene ricoverata nell'infermeria del Galactica, in quanto le sue condizioni stanno peggiorando. Nel frattempo si verifica un incidente durante un'esercitazione con Scorpion e Louanne Katraine:  quando Kat apre il fuoco, la mitragliatrice sinistra del suo Viper esplode a causa di alcuni proiettili difettosi e il Galen Tyrol è sicuro che si tratti di un sabotaggio. Presto si scopre che a sabotare i proiettili è stata una operaia che fa parte di un movimento che propone si debba cercare la pace con i Cyloni, e per sostenere la propria causa diffonde opuscoli in tutta la flotta. Adamo accetta un colloquio con un esponente del movimento e subito dopo il colloquio lo fa arrestare. La Daru Mozu come dimostrazione si fa saltare in aria con parte della nave. Subito dopo l'ex prigioniero della Pegasus (un clone del Numero Sei) ha un colloquio con il Dottor Baltar e cerca di avvicinarlo alle idee del movimento.
Il feto del bambino di Sharon presenta alcune mutazioni e il presidente Roslin decide di eliminarlo. Le condizioni di Roslin peggiorano ma il dottor Baltar ha un'idea, quella di usare il sangue del feto Cylone per salvare il presidente, ma per fare ciò il feto non può essere ucciso. il Dottor Baltar inietta dunque le un campione di sangue del feto del Cylone Sharon e nel giro di poche ore si riprende totalmente dal cancro.
- Conto dei superstiti: 49.598

## Ostaggi dei mercanti
- Titolo originale: Black Market
- Diretto da: James Head
- Scritto da: Mark Verheiden

### Trama
Lee deve investigare sull'omicidio del Comandante Fisk (succeduto all'Ammiraglio Cain), omicidio legato al mercato nero, sviluppatosi fortemente nell'economia della flotta. 
Il presidente pretende di stroncarlo con un'azione decisa, ma tale orientamento pare andare in contraddizione con le reali necessità della flotta stessa.
Apollo dovrà fare una scelta; troverà sulla sua strada oltre ad una donna (una prostituta con la quale aveva avviato qualcosa di simile ad una relazione), Tom Zarek che gli indicherà di recarsi sul cargo Prometheus, base logistica del "Black Market".
Qui incontra nuovamente il trafficante Phelan e lo uccide dopo un duro faccia a faccia.
La conclusione dell'inchiesta vedrà l'impossibilità pratica di stroncare la piaga del mercato nero, essenziale per gli equilibri economici della flotta, ma i nuovi capi saranno sempre sotto l'occhio di Lee Adamo che ne controllerà i movimenti costringendoli ad affrancare i generi di prima necessità dai loro sporchi traffici.
Il Presidente Roslin chiede a Baltar di dimettersi, questi però rifiuta.
- Conto dei superstiti: 49.597

## Un nemico da abbattere
- Titolo originale: Scar
- Diretto da: Michael Nankin
- Scritto da: David Weddle e Bradley Thompson

### Trama
Parte della flotta rimane nelle vicinanze di un giacimento ricco di materiali indispensabili per il rinnovo dei mezzi militari; la zona, densa di detriti e meteoriti, è infestata dai velivoli cyloni. 
Oppressa dal senso di perdita per aver lasciato Sam Anders su Caprica e sempre più incline all'alcool, Scorpion deve confrontarsi con uno degli avversari più temibili , un pilota/velivolo cylone di straordinaria abilità chiamato Scar, che ha ucciso diversi piloti della flotta.
A complicare la situazione, la crescente ostilità dell'abilissima "Kat" Katraine, proprio da lei spesso rimproverata per il passato uso di stimolanti per tenere alte le prestazioni in missione, che la sfida su chi sarà il giustiziere del temibile avversario.
Il finale vede una riunione dell'equipaggio in onore di Kat vincitrice del duello (grazie alla saggia strategia di Scorpion) e, soprattutto, dei compagni caduti ricordati uno ad uno da una Kara Thrace che, finalmente, vede nell'amore per Anders lo scopo per cui continuare a lottare.
- Conto dei superstiti: 49.593

## Fuoco amico
- Titolo originale: Sacrifice
- Diretto da: Rey Villalobos
- Scritto da: Anne Cofell Saunders

### Trama
La notizia della presenza di alcuni cyloni nelle prigioni del Galactica si sparge nella flotta ed alcuni civili decidono di prendere in ostaggio i clienti del saloon della Cloud Nine dove si trovano per due giorni di licenza il Capitano Adamo ed il Sergente Dualla oltre a Billy (per motivi di lavoro) e la Signora Tigh.
La condizione della resa è la morte del Cylone Sharon Valerii. Gli assalitori, comandati dalla vedova di un operaio morto durante un attacco nemico, temono che i cyloni possano arrivare a controllare il Galactica.
Il Presidente Roslin non può cedere al ricatto dei terroristi né consegnare il cylone che sembra collaborare.
L'Ammiraglio Adamo è costretto quindi a giocare d'astuzia (tentando di fornire il cadavere della Sharon che ha tentato di uccidere l'ammiraglio Adama) dato che non può lasciare che il capitano Adama, ferito accidentalmente, ma in modo grave da Scorpion in un tentativo di incursione (da cui il titolo dell'episodio), muoia.
Il trucco di Adama non conduce all'effetto sperato in quanto, i terroristi si accorgono che quello non è il clone di Sharon da loro richiesto, si arriverà in una sparatoria, ma tra le vittime, oltre ai terroristi, si conteranno due marines ed il giovane consigliere Billy Keikeya morto per proteggere l'amata Dualla.
- Conto dei superstiti: 49.590

## Onore al merito
- Titolo originale: The Captain's Hand
- Diretto da: Sergio Mimica-Gezzan
- Scritto da: Jeff Vlaming

### Trama
Trasferita sulla Pegasus, Scorpion ha continui problemi di attrito col nuovo comandante, l'ingegnere Garner. L'ammiraglio Adamo invia Apollo - promosso a maggiore - sulla stessa nave, che si trova nella situazione di dover soccorrere due velivoli scomparsi durante un'esercitazione. Apollo e l'ammiraglio hanno il dubbio che si tratti di una trappola, ma il comandante della Pegasus non intende frapporre il minimo indugio alla missione di soccorso, e disobbedendo agli ordini, si porta sulla zona senza le precauzioni prescritte. Frattanto Scorpion, entrata in forte conflitto con Lee, viene liberata dalla prigione dove era stata rinchiusa per insubordinazione ed inviata a comandare i Viper in assetto difensivo. I timori erano fondati e la Bestia (così è soprannominata la Pegasus) è sotto attacco di ben tre astrobasi cyloni che ne danneggiano gravemente i motori per il salto iper-luce.
Solo l'estremo sacrificio del comandante Garner sceso nel vano motori a riparare manualmente il danno ed il sangue freddo di Apollo temporaneamente al comando, impediscono la distruzione dell'intera nave.
Apollo viene nominato nuovo comandante della Pegasus mentre la campagna elettorale per la presidenza entra nel vivo con la candidatura ufficiale del vicepresidente Baltar che prende le distanze rispetto ad un controverso decreto sull'aborto da parte della presidente Roslin.  
- Conto dei superstiti: 49.584

## Un nuovo inizio
- Titolo originale: Downloaded
- Diretto da: Jeff Woolnough
- Scritto da: Bradley Thompson e David Weddle

### Trama
Su Caprica si risveglia Numero Sei, il cylone che seducendo il dottor Baltar ha permesso la distruzione dell'umanità: la sua coscienza viene trasferita in un altro corpo dopo la sua morte a causa di una delle esplosioni atomiche durante l'invasione. 
È confusa e traumatizzata, ancora innamorata di Gaius di cui vede una proiezione nella propria mente.
Si accorge che la sua azione ha cambiato le sorti del conflitto e che le è stato assegnato lo status di "eroina di guerra" ed il nome onorario di "Caprica Sei" e le viene affidata una nuova missione: entrare in comunicazione con una Numero Otto risvegliata che, nella vita precedente era Sharon "Boomer" Valerii.
Quest'ultima si sente una traditrice di tutto ciò in cui credeva - essendo stata un agente cylone sotto copertura dormiente, cioè non conoscente della sua vera identità - ed ha seri problemi di riadattamento.
A complicare ulteriormente la situazione, proprio in quella zona la resistenza umana prepara un grosso attentato che indirizzerà i piani di Numero Tre (di fatto rivolti ad una "imballatura" dei due modelli ritenuti compromessi) verso un "esplosivo" sviluppo.
Intanto, sul Galactica l'altra Sharon partorisce una bimba che chiama Hera, il che provoca un dilemma nei capi della flotta: lasciarla vivere, anche se può essere un pericolo, o eliminarla nonostante la sua natura metà umana?
L'attentato, forse "per la volontà di Dio" offre alle due cyloni, finalmente solidali nella decisione più giusta da prendere per imboccare una "giusta via", il tempo necessario per comunicare ai propri simili le conclusioni condivise in merito ai rapporti da instaurare con la razza umana.
La piccola Hera viene fatta credere morta ai genitori ed affidata segretamente ad una donna, all'oscuro di tutto, a bordo di un'altra nave stellare.
La puntata si chiude con Sharon impazzita dal dolore ed Helo e Tyrol che spargono le ceneri di quella che credono essere Hera, nello spazio. 
- Conto dei superstiti: 49.579

## Missione 2 Alpha (prima parte)
- Titolo originale: Lay Down Your Burdens: Part I
- Diretto da: Michael Rymer
- Scritto da: Ronald D. Moore

### Trama
Il capitano Scorpion guida un gruppo di venti raptors che fanno ritorno su Caprica per recuperare i superstiti della resistenza guidati da Samuel Anders.
Con l'ausilio della tecnologia cylone ritornano a Caprica in soli dieci salti, ma durante il primo uno dei raptors, comandato da Racetrack, si perde e si ritrova in una nebulosa ed è costretto ad atterrare su un pianeta, che comunque supporta la vita umana e ne informa il comando.
Nel frattempo sul Galactica Tom Zarek intravede una possibilità di colonizzazione permanente sul nuovo pianeta scoperto da Racetrack, ma il presidente Roslin sospetta che i cyloni sappiano già di questo pianeta e che stiano aspettando per tendere una trappola alla flotta. Questo si rivelerà un elemento fondamentale per il dibattito politico fornendo a Baltar una solida base su cui condurre la propria campagna.
Nell'hangar del Galactica il capo Tyrol, da giorni in preda ad un incubo ricorrente, viene svegliato da Cally ma, ancora in stato di veglia semicosciente, la aggredisce furiosamente.
Ripresosi finalmente la porta dal dott. Cottle e chiede aiuto rivolgendosi ad un sacerdote, l'enigmatico Fratello Cavil che, con incredibile perspicacia, intuisce la causa dei suoi dolori e lo esorta a riprendere il suo lavoro in quella che è la sua famiglia.
La puntata si chiude con l'incontro tra la squadra di recupero ed i sopravvissuti, sorpresi però da un attacco massiccio dei cyloni.
- Conto dei superstiti: 49.579

## Missione 2 Alpha (seconda parte)
- Titolo originale: Lay Down Your Burdens, Part II
- Diretto da: Michael Rymer
- Scritto da: Anne Cofell-Saunders e Mark Verheiden

### Trama
Su Caprica, dopo 18 ore di assedio, i cyloni se ne vanno. Tra i sopravvissuti c'è una copia di Fratello Cavil.
Sul Galactica Cally si sta riprendendo dopo le percosse ricevute dal capo Tyrol, il quale va a trovarla e si scusa. Lei gli fa capire di provare qualcosa di più dell'amicizia per lui.
Il presidente Roslin convoca segretamente Baltar chiedondogli di rimandare la questione dell'eventuale insediamento sul nuovo pianeta a dopo le elezioni appellandosi ai suoi principi più puri, ma questi rifiuta stizzito.
Scorpion ritorna sul Galactica insieme ai superstiti recuperati ed il capo Tyrol si accorge subito della copia di Fratello Cavil. Questi ammette di essere un cylone e viene imprigionato assieme al sacerdote visto nella puntata precedente.
Viene imprigionata anche Sharon Agathon, che sapeva che Cavil era un cylone e non aveva avvertito nessuno. Ormai, dopo la morte della figlia, a lei non importa più niente di nessuno, neanche di se stessa.
Il Presidente Roslin è a confronto con Cavil che dichiara che due eroi cyloni (Numero Sei e Numero Otto) hanno convinto il comando centrale che l'attacco alle Colonie era stato una follia. Compiendo quella strage, i cyloni sono diventati "come coloro che stavano osservando". Egli conclude che, adesso, tutti loro sono concordi sul riconoscere l'errore e propone una tregua. 
Né Adamo, né Roslin ci credono e sparano i due gemelli Cavil nello spazio.
Nel frattempo Scorpion ha ritrovato Anders e sembra non considerare più nessun altro, Apollo compreso.
Il dott. Baltar è in vantaggio di 5000 voti alle elezioni, ma alla fine inaspettatamente vince la Roslin. La verità è che il colonnello Tigh, Dualla e Tory Foster (nuova assistente della Roslin) hanno truccato le elezioni per farla vincere.
Il comandante Adamo si confronta con la Roslin e la informa di essere a conoscenza del broglio elettorale e dice che nonostante lui non voglia vedere Baltar presidente perché è un affiliato del cyloni, si dovrebbe comunque rispettare il volere del popolo.
La Roslin cede la presidenza per rispettare il voto; Baltar s'insedia sulla Colonial One e ordina al comandante Adamo di atterrare su New Caprica.
La cylone Gina innesca e fa esplodere la bomba nucleare che Baltar le aveva dato, la Cloud Nine viene distrutta e la detonazione distrugge altre navi della flotta.
Il neopresidente, contravvenendo all'esortazione dell'ammiraglio Adamo ed al buon senso, si rifiuta di attuare misure di sicurezza allontanandosi da quella che è divenuta zona a rischio di rilevamento ed attua il suo intento.
Un anno dopo i superstiti del genere umano hanno fondato New Caprica City (popolazione 39,192) con le carcasse di diverse astronavi, mentre le più grosse restano in orbita attorno al pianeta con solo gli uomini essenziali per il funzionamento. Il Galactica comandato dall'ammiraglio Adamo assistito da Helo e la Pegasus comandata dal comandante Apollo assistito da Dualla sono tra queste.
Il presidente Baltar si rivela essere del tutto inadeguato per ricoprire la carica e anche il suo assistente Gaeta se ne rende conto assieme a molte persone di New Caprica City.
Laura Roslin è ritornata all'insegnamento con l'assistenza di Maya, madre adottiva di Hera, la bambina metà umana metà cylone.
Tyrol è a capo di un gruppo di dissidenti contro il presidente Baltar e Cally aspetta un figlio suo. Anders ora sposato con Scorpion si ammala di polmonite e il dottor Cottle non ha gli antibiotici per poterlo curare ma il colonnello Tigh sa che Apollo ne ha a sufficienza sulla Pegasus. Nessuno sembra voler rompere il ghiaccio, ma Scorpion, seppur riluttante, chiama Apollo. Non c'è neanche il tempo di rispondere poiché una flotta di navi cyloni esce da un salto. Sei basi cyloni vengono rilevate sul DRADIS e l'ammiraglio Adamo sebbene non convinto accetta la proposta di Apollo di fuggire.
Gaeta informa Baltar, mentre i cyloni sorvolano New Caprica in forze e occupano l'insediamento umano. Il cylone Leoben Conoy cerca Scorpion, ma trova solo Anders ammalato.
Il presidente Baltar si incontra con i cyloni Cinque, (Caprica) Sei ed Otto (Boomer) a bordo della Colonial One (adesso su New Caprica). I rappresentanti dei cyloni affermano che non attaccheranno a meno che gli umani non oppongano resistenza.
Baltar, dopo che Numero Cinque spiega che una scia di un'esplosione atomica li ha condotti fin lì quasi per caso, dichiara la resa ai cyloni.
Scorpion, Tigh, Tyrol, Cally e altri dell'ex equipaggio del Galactica guardano senza speranza i centurioni cyloni che marciano su New Caprica. Tyrol chiede a Scorpion cosa fare e Scorpion risponde: "Quello che abbiamo sempre fatto. Li combatteremo fino alla fine."
- Conto dei superstiti: 49.550